# Kohnova cihelna

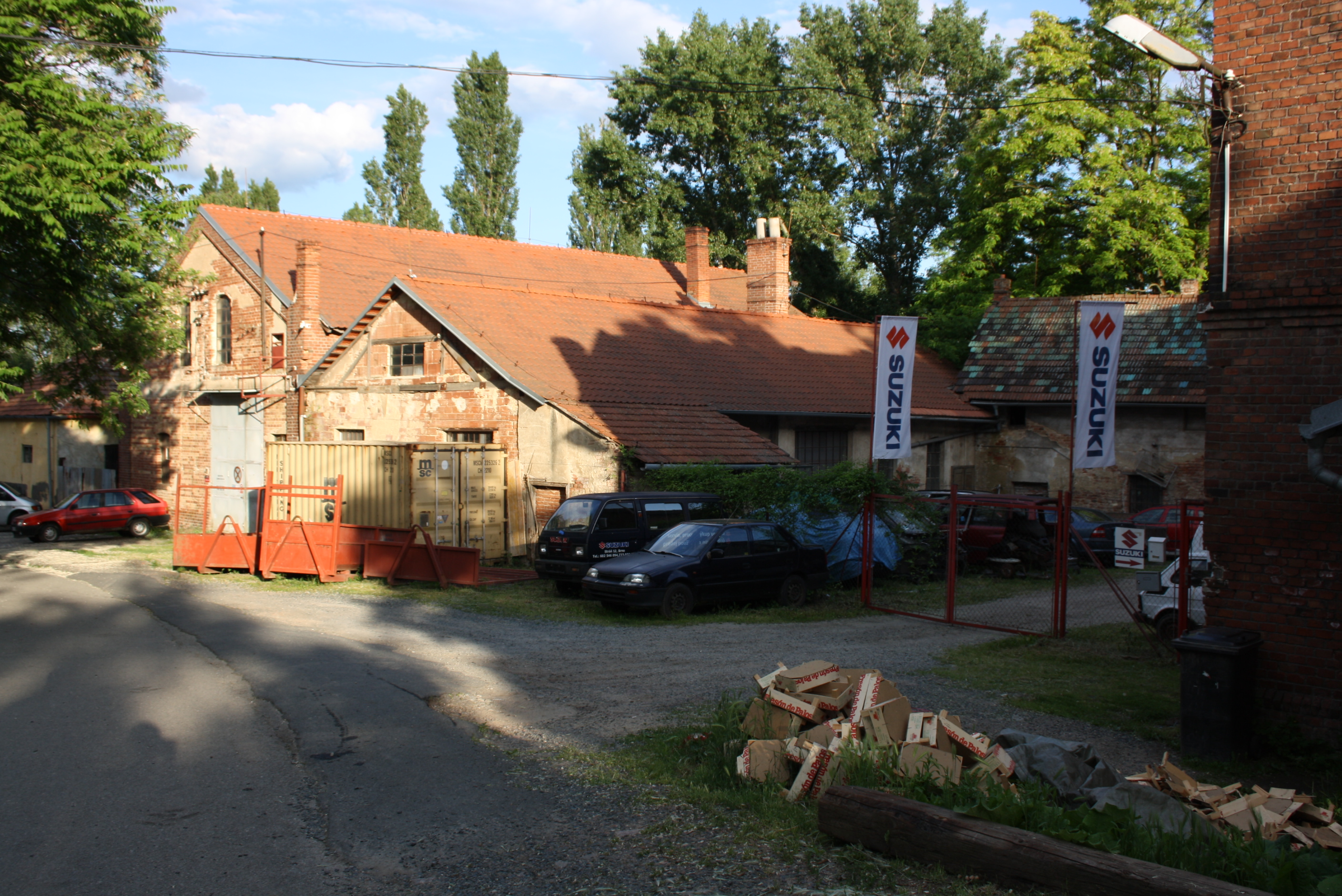
Cihlové budovy v areálu bývalé cihelny

Kohnova cihelna je bývalá cihelna v brněnské čtvrti Štýřice.

## Historický přehled
Kohnova cihelna se nachází v jižní části města Brna mezi Červeným kopcem a Ústředním hřbitovem, mezi dnešními ulicemi Horní, Stráň, Jihlavská a Kamenice. V její severozápadní části se nachází národní přírodní památka Červený kopec.
Kohnova cihelna leží na pozemcích, které původně náležely z části ke katastrálnímu území Bohunice, z části pak ke katastrálnímu území Staré Brno. V letech 1947–1949 byla lokalita součástí městského obvodu Brno II., v letech 1949–1954 náležela původně bohunická část k městskému obvodu Brno V., starobrněnská k městskému obvodu Brno I., přičemž správní příslušnost původně starobrněnské části zůstala od té doby stejná až do roku 1990. Od roku 1954 do roku 1960 náležela původně bohunická část k městskému obvodu Brno VIII, poté od roku 1960 k městské části Bohunice. Od reambulace provedené v letech 1966–1969 náleží ke katastrálnímu území Štýřice. Od 70. let 20. století do roku 1990 náležela celá lokalita k městskému obvodu Brno I. Od roku 1990 je lokalita spolu s celými Štýřicemi součástí samosprávné městské části Brno-střed.
Za vznikem Kohnovy cihelny, ale i dalších cihelen v oblasti města Brna, byla vzrůstající poptávka po stavebním materiálu v 18. a 19. století a také naleziště kvalitní hlíny. Jejím zakladatelem byl Pavel Kohn (1889–1951). V roce 1940 byl zabaven majetek P. Kohna nacisty, v roce 1945 byl konfiskován na základě Benešových dekretů. Cihelnu převzal nejprve n. p. Brno - Bohunické cihlářské závody, roku 1950 byl podnik začleněn do Bohunických cihelen n.p., Brno, pozdější název byl Brněnské cihelny, státní podnik.
Po roce 1989 Kohnova cihelna chátrala, byly zbořeny oba komíny a stavební suť byla ponechána na místě i se zbytky budov. Zbytky cihlářských technologií byly rozebrány sběrači železného šrotu. V roce 1998 byl rozhodnutím Krajského obchodního soudu v Brně (sp. zn. 27 K 30/97-167) prohlášen konkurs na majetek státního podniku Brněnské cihelny, státní podnik.
Část území získala firma Thermoservis pro aktivity se stavební sutí a jiné (pokus o provozování tratě pro Off Road). Po nezískání povolení nakládat s odpadem (2003) přesunula firma Thermoservis postupně některé aktivity jinam. Navezený stavební a komunální odpad ale zůstal. To bylo v rozporu s představou „Klidové zóny města Brna“, což vedlo ke vzniku Občanského sdružení Staré Brno.